# Storena rainbowi
Storena rainbowi là một loài nhện trong họ Zodariidae.
Loài này thuộc chi Storena. Storena rainbowi được Lucien Berland miêu tả năm 1924.